# 金肩鸚鵡
金肩鸚鵡（学名：Psephotus chrysopterygius）是澳洲昆士蘭約克角半島南部的稀有鸚鵡。牠們細小及色彩鮮艷，是紅腰鸚鵡的近親，曾被認為是異色金肩鸚鵡及天堂長尾鸚鵡的超種。

## 特徵
金肩鸚鵡長23-28厘米及重54-56克。雄鳥主要呈藍色，肩上有明顯的黃色。冠黑色，前額有淡黃色的帶。下腹、大腿及下尾粉紅色，下背部呈灰褐色。雌鳥主要呈較沉的綠黃色，翼下有一奶白色闊帶。雛鳥與雌鳥相似。

## 棲息地
金肩鸚鵡棲息在遼闊的森林，以草的種子為食物。白蟻丘的存在影響著牠們選擇棲息地，因牠們會在丘中築巢。

## 繁殖
金肩鸚鵡會在白蟻丘中築巢，建築隧道。牠們每次會生3-6隻蛋，孵化期為20天。由於丘內的溫度受到控制，故牠們有時會丟下蛋不顧。

## 保育狀況
金肩鸚鵡被列為瀕危，且受到《瀕危野生動植物種國際貿易公約》附錄一的保護。牠們受到野貓的掠食、旅客騷擾及失去棲息地所影響。野生群落約有3000隻，在澳洲正在飼養著1500隻。

## 外部連結
- ARKive